# جایزه بزرگ ایالات متحده ۱۹۵۹
جایزه بزرگ ایالات متحده ۱۹۵۹ (انگلیسی: ‎1959 United States Grand Prix‎) یک مسابقهٔ موتوری در رشتهٔ اتومبیل‌رانی فرمول یک بود که در تاریخ ۱۲ دسامبر ۱۹۵۹ در پیست مسابقه بین‌المللی سبرینگ واقع در سبرینگ، فلوریدا، ایالات متحده آمریکا برگزار شد. این گراند پری در میان ۹ گراند پری در فصل ۱۹۵۹، مسابقهٔ شمارهٔ ۹ بود.
در این مسابقه که در ۴۲ دور و به مسافت ۳۵۱ کیلومتر (۲۱۸٫۱۰۱ مایل) برگزار شد، پول پوزیشن توسط استیرلینگ ماس کسب شد و سریع‌ترین زمان برای طی یک دور پیست که برابر با ۳:۰۵٫۰ بود نیز توسط ماریس ترینتیگنانت به ثبت رسید.
بروس مک‌لارن از تیم کوپر-کلیمکس، ماریس ترینتیگنانت از تیم کوپر-کلیمکس و تونی بروکز از تیم فراری به‌ترتیب مقام‌های اول تا سوم مسابقه را کسب کردند.

## رده‌بندی قهرمانی پس از مسابقه
|       | جایگاه | راننده            | امتیاز  |
| ----- | ------ | ----------------- | ------- |
|       | ۱      | جک برابام         | ۳۱ (۳۴) |
| ۱     | ۲      | تونی بروکز        | ۲۷      |
| ۱     | ۳      | استیرلینگ ماس     | ۲۵٫۵    |
|       | ۴      | فیل هیل           | ۲۰      |
| ۱     | ۵      | ماریس ترینتیگنانت | ۱۹      |
| منبع: |        |                   |         |

|       | جایگاه | سازنده       | امتیاز  |
| ----- | ------ | ------------ | ------- |
|       | ۱      | کوپر-کلیمکس  | ۴۰ (۵۳) |
|       | ۲      | فراری        | ۳۲ (۳۸) |
|       | ۳      | بی‌آرام       | ۱۸      |
|       | ۴      | لوتوس-کلیمکس | ۵       |
| منبع: |        |              |         |

یادداشت
- تنها پنج جایگاه نخست از هر رده‌بندی نمایش داده شده‌است.